# Peter Moland
Peter Moland (* 1940) ist ein deutscher Filmeditor, Schauspieler, Hörspielsprecher und Regisseur.

## Leben
Moland wirkte in 24 Jahren in 50 Filmen mit. Zudem war er am Drehbuch von Haytabo (Regie: Ulli Lommel) beteiligt.

## Filmografie
- 1962: Lohn auf der Waage (Kurzfilm)
- 1969: Engelchen macht weiter – hoppe, hoppe Reiter
- 1969: Detektive
- 1969: Liebe ist kälter als der Tod
- 1969: Fernes Jamaica (Kurzfilm, Regie)
- 1969: Tana (Kurzfilm)
- 1969: Katzelmacher
- 1969: Die Revolte
- 1970: Professor Blaise
- 1970: Götter der Pest
- 1970: Das Kaffeehaus
- 1970: Warum läuft Herr R. Amok?
- 1970: Rote Sonne
- 1970: Pakbo
- 1970: San Domingo
- 1971: Supergirl – Das Mädchen von den Sternen
- 1971: Haytabo
- 1972: Der Prozeß gegen die neun von Catonsville
- 1972: Fremde Stadt
- 1972: Ludwig – Requiem für einen jungfräulichen König
- 1973: Kopf oder Zahl
- 1973: Die Wohngenossin
- 1973: Der Fußgänger
- 1973: Die Reise nach Wien
- 1973: Welt am Draht
- 1974: Okay S.I.R.: Sand im Getriebe
- 1974: Angst essen Seele auf
- 1974: Motiv Liebe: So stark können Gefühle sein
- 1974: Jodeln is ka Sünd
- 1974: Karl May
- 1975: Die schöne Marianne: Finkel will sterben
- 1976–1985: Derrick
  - 1976: Tod des Trompeters
  - 1985: Die Tänzerin
- 1976: Lobster: Blut
- 1976: Wie würden Sie entscheiden? Operieren Sie, Frau Doktor!
- 1977: Um Haus und Hof: Sauregurkenzeit
- 1977: Aus einem deutschen Leben
- 1977: Hitler, ein Film aus Deutschland
- 1978: Tod eines Vaters
- 1979: Andreas Vöst
- 1980–1986: Polizeiinspektion 1
  - 1980: Der Feueralarm
  - 1981: Der Mord
  - 1986: Kinder, Kinder
- 1980–1987: Der Alte:
  - 1980: Magdalena
  - 1980: Sportpalastwalzer
  - 1981: Die Unbekannte
  - 1986: Das Attentat
  - 1987: Die Abrechnung
- 1981: Exil (Fernsehserie)
- 1981–1983: Tatort:
  - 1981: Im Fadenkreuz
  - 1983: Der Schläfer
- 1986: Tarot

## Hörspiele (Auswahl)
- 1968: Wolfgang Ecke: Ein Fall für Perry Clifton: Die Insel der blauen Kapuzen (4. Teil: Die Falle schnappt zu) – Regie: Jan Alverdes (Hörspielbearbeitung, Kinderhörspiel, Kriminalhörspiel – BR)
- 1968: Bruno Hampel: Kommissar Freytag (6. und 7. Folge) – Regie: Walter Netzsch (Hörspielbearbeitung, Kriminalhörspiel – BR)
- 1968: Hartmann Goertz: Bestseller von vorvorgestern: Rinaldo Rinaldini – Regie: Hartmann Goertz (Hörspiel – BR)
- 1969: Harriet Beecher-Stowe: Onkel Toms Hütte (Onkel Toms junger Master) – Bearbeitung und Regie: Hartmann Goertz (Hörspielbearbeitung – BR)
- 1969: Rolf und Alexandra Becker: Neue Abenteuer von Dickie Dick Dickens (4. Staffel: 2. und 3. Folge) – Regie: Walter Netzsch (Original-Hörspiel, Kriminalhörspiel – BR)
- 1971: Richard Hey: Schlußwort zwei (Friedrich Löbold) – Regie: Richard Hey (Hörspiel – WDR/SDR)
- 1974: Frane Puntar: Der Apfel – Regie: Werner Simon (Originalhörspiel, Kinderhörspiel – BR)
- 1974: Michael Molsner: Das zweite Geständnis des Leo Koczyk (Huber) – Regie: Heinz Wilhelm Schwarz (Hörspielbearbeitung, Kriminalhörspiel – WDR)
- 1974: Ulrich Plenzdorf: Die neuen Leiden des jungen W. (Vater) – Regie: Richard Hey (Hörspielbearbeitung – BR)
- 1975: Thomas Mann: Wie Joseph verkauft ward (Simeon) – Bearbeitung und Regie: Gert Westphal (Hörspielbearbeitung – BR)
- 1975: Wilhelm Genazino: Sometimes Lindenblüten (Der Bruder) – Regie: Heinz von Cramer (Hörspiel – BR/SR)
- 1977: Hadayatullah Hübsch: Stadtplan (Mann 4) – Regie: Peter Michel Ladiges (Hörspiel – BR)
- 1977: Alec Baron: Aus Studio 13: Der Killer von Colmar (Marcel Cordéon) – Regie: Klaus Mehrländer (Originalhörspiel, Kriminalhörspiel – SDR)
- 1977: Theodor Weißenborn: Thanatos (Stimme 3m) – Regie: Ulrich Gerhardt (Hörspiel – BR)
- 1978: German Jacobi: Telefonierapparat – Regie: Heiner Schmidt (Originalhörspiel, Kurzhörspiel – BR)

Quelle: ARD-Hörspieldatenbank